# Autobuses del Brabante Valón
La red de autobuses del Brabante Valón forma parte de la SRWT (Société Régionale de Transport de Walonie, Sociedad Regional de Transporte de Valonia) y se extiende por toda la provincia del Brabante Valón, de la que Wavre es capital y núcleo principal.

## Historia
La empresa TEC Brabant Wallon, de Transports en Commun (TEC) se fundó en 1991, tras la federalización del estado belga, por la que desaparecían el resto de compañías, a excepción de la SNCB.
El 1 de enero de 2019, la empresa como tal desapareció, siguiendo el decreto del 28 de marzo de 2018, emitido por el Parlamento Valón. TEC Brabant Wallon, junto con el resto de TEC's de Valonia, fue absorbido por OTW (Opérateur de Transport de Wallonie, Operador de Transporte de Valonia). Para dividir mejor el sistema, OTW se dividió después en directions, direcciones, correspondiendo a cada TEC una direction. La direction Brabant Wallon conserva el nombre de TEC Brabant Wallon.

## La red

### Líneasexpress

#### Rápido Bus
| Línea | Inicio                     | Fin                             | Longitud | Duración | Paradas |
| ----- | -------------------------- | ------------------------------- | -------- | -------- | ------- |
| RB1   | OTTIGNIES Clinique         | JODOIGNE Gare d'autobus         | -        | -        | -       |
| RB2   | TUBIZE Gare                | NIVELLES Gare                   | -        | -        | -       |
| RB3   | WATERLOO Place de la Gare  | LOUVAIN-LA-NEUVE Gare d'autobus | -        | -        | -       |
| RB4   | NIVELLES Gare              | LOUVAIN-LA-NEUVE Gare d'autobus | -        | -        | -       |
| RB5   | TIENEN Station             | JODOIGNE Gare d'autobus         | -        | -        | -       |
| RB6   | TOURINNES-LA-GROSSE Moulin | LOUVAIN-LA-NEUVE Gare d'autobus | -        | -        | -       |

#### Conforto
| Línea | Inicio                          | Fin                            | Longitud | Duración | Paradas |
| ----- | ------------------------------- | ------------------------------ | -------- | -------- | ------- |
|       | LOUVAIN-LA-NEUVE Gare d'autobus | JODOIGNE Gare d'autobus        | -        | -        | -       |
| BIS   | LOUVAIN-LA-NEUVE Gare d'autobus | WOLUWE-SAINT-LAMBERT Roodebeek | -        | -        | -       |
| 3     | WAVRE WALIBI                    | AUDERGHEM Hermann-Debroux      | -        | -        | -       |

### Líneas regulares
| Línea | Inicio                             | Fin                                 | Longitud | Duración | Paradas |
| ----- | ---------------------------------- | ----------------------------------- | -------- | -------- | ------- |
| 10    | LA HULPE Gare                      | LA HULPE Gare                       | -        | -        | -       |
| 11    | LOUVAIN-LA-NEUVE Jean Pâques       | OTTIGNIES Gare                      | -        | -        | -       |
| 14    | RIXENSART Gare                     | RIXENSART Gare                      | -        | -        | -       |
| 15    | GENVAL Gare                        | GENVAL Gare                         | -        | -        | -       |
| 16    | NIVELLES Chemin Vieille-Cour       | NIVELLES Gare                       | -        | -        | -       |
| 17    | OTTIGNIES Gare                     | OTTIGNIES Gare                      | -        | 23 min   | -       |
| 18    | LEUVEN Station                     | JODOIGNE Gare d'autobus             | -        | -        | -       |
| 19    | OTTIGNIES Gare                     | NIVELLES Gare                       | -        | 44 min   | 47      |
| 20    | WAVRE Gare                         | OTTIGNIES Gare                      | -        | 34 min   | 22      |
| 21    | LOUVAIN-LA-NEUVE Gare d'autobus    | DION-VALMONT Cité de Bonly          | -        | 12 min   | -       |
| 22    | WAVRE Gare                         | OTTIGNIES Gare                      | -        | 11 min   | 12      |
| 23    | WAVRE Gare                         | JODOIGNE Gare d'autobus             | -        | 49 min   | -       |
| 24    | WAVRE Gare                         | CHASTRE Dépôt                       | -        | -        | -       |
| 25    | JODOIGNE Gare d'autobus            | PERWEZ Place                        | -        | -        | -       |
| 26    | JODOIGNE École Normale             | LANDEN Station                      | -        | -        | -       |
| 27    | MARBAIS Maison Communale           | GEMBLOUX Gare                       | -        | -        | -       |
| 28    | OTTIGNIES Gare                     | GENAPPE Gare                        | -        | 43 min   | 38      |
| 29    | OTTIGNIES Gare                     | MARANSART Maison Communale          | -        | -        | -       |
| 30    | OTTIGNIES Gare                     | NIL-SAINT-VINCENT Pierreux          | -        | -        | -       |
| 31    | OTTIGNIES Gare                     | LOUVAIN-LA-NEUVE Place de l'Équerre | -        | -        | -       |
| 32    | WAVRE Gare                         | NETHEN Église                       | -        | -        | -       |
| 33    | OTTIGNIES Gare                     | ÉGHEZÉE Centre                      | -        | -        | -       |
| 34    | LOUVAIN-LA-NEUVE Gare d'autobus    | CHASTRE Dépôt                       | -        | -        | -       |
| 35    | JODOIGNE Athénée Royal             | GREZ-DOICEAU Poste                  | -        | -        | -       |
| 36    | WAVRE Gare                         | BRAINE-L'ALLEUD Gare                | -        | 50 min   | -       |
| 37    | WAVRE Gare                         | BIERGES Verseau                     | -        | -        | -       |
| 38    | ROSIÈRES Église                    | BASSE-WAVRE Collège                 | -        | -        | -       |
| 40    | UCCLE Calevoet                     | BRAINE-L'ALLEUD Gare                | -        | -        | -       |
| 63    | NIVELLES Gare                      | BRAINE-LE-COMTE Gare                | -        | 39 min   | 36      |
| 65    | BRAINE-LE-COMTE Gare               | BRAINE-L'ALLEUD Gare                | -        | 53 min   | -       |
| 66    | NIVELLES Gare                      | BRAINE-L'ALLEUD Gare                | -        | 29 min   | -       |
| 67    | BRAINE-L'ALLEUD Gare               | BRAINE-L'ALLEUD Barrière            | -        | 10 min   | -       |
| 69    | NIVELLES Gare                      | BRAINE-LE-CHÂTEAU Quatre Bras       | -        | -        | -       |
| 70    | NIVELLES Gare                      | BUZET Place de Buzet                | -        | -        | -       |
| 71    | NIVELLES Gare                      | SOIGNIES Hôpital                    | -        | 64 min   | 40      |
| 72    | MANAGE Gare                        | BAULERS Église                      | -        | 36 min   | 35      |
| 73    | NIVELLES Gare                      | FLEURUS Gare                        | -        | 45 min   | 44      |
| 74    | NIVELLES Gare                      | FELUY Place                         | -        | 25 min   | 21      |
| 76    | NIVELLES Gare                      | NIVELLES Joseph Luns                | -        | -        | -       |
| 77    | NIVELLES Shopping                  | BAULERS Église                      | -        | -        | -       |
| 114   | BRAINE-L'ALLEUD Gare               | HALLE Station                       | -        | -        | -       |
| 115   | BRAINE-L'ALLEUD Gare               | TUBIZE Gare                         | -        | -        | -       |
| 116   | BRAINE-LE-COMTE Gare               | TUBIZE Rue de l'Industrie           | -        | -        | -       |
| 121   | WATERLOO Berlaymont                | ALSEMBERG Winderickxplein           | -        | -        | -       |
| 122   | WATERLOO Berlaymont                | RHODE-SAINT-GENÈSE Forêt de Soignes | -        | -        | -       |
| 123   | WATERLOO Berlaymont                | BRUXELLES Midi                      | -        | -        | -       |
| 124   | WATERLOO Berlaymont                | UCCLE Héros                         | -        | -        | -       |
| 125   | WATERLOO Berlaymont                | WAVRE Gare                          | -        | -        | -       |
| 126   | BRAINE-LE-COMTE Gare               | ENGHIEN Gare                        | -        | -        | -       |
| 127   | WATERLOO Berlaymont                | LA HULPE Gare                       | -        | -        | -       |
| 128   | WATERLOO Berlaymont                | ROSIÈRES Église                     | -        | -        | -       |
| 129   | WATERLOO Berlaymont                | BRAINE-L'ALLEUD Route de Nivelles   | -        | -        | -       |
| 148   | LANDEN Station                     | GEMBLOUX Gare                       | -        | -        | -       |
| 200   | REBECQ Gare                        | REBECQ Gare                         | -        | -        | -       |
| 201   | WATERLOO Gare                      | WATERLOO Place de la Gare           | -        | -        | -       |
| 202   | PERWEZ Place                       | PERWEZ Place                        | -        | -        | -       |
| 203   | BRAINE-L'ALLEUD Ancienne Station   | BRAINE-L'ALLEUD Ancienne Station    | -        | -        | -       |
| 204   | GREZ-DOICEAU Place Dubois          | NETHEN Rue de l'École               | -        | -        | -       |
| 205   | LOUVAIN-LA-NEUVE Ferme de Lauzelle | CHASTRE Dépôt                       | -        | -        | -       |
| 210   | LA HULPE Gare                      | LA HULPE Gare                       | -        | -        | -       |
| 339   | TIENNEN Station                    | HANNUT Centre Commercial            | -        | -        | -       |
| 366   | IXELLES Flagey                     | RIXENSART Chaussée de Wavre         | -        | -        | -       |
| 471   | HALLE Station                      | ENGHIEN Gare                        | -        | -        | -       |
| 472   | TUBIZE Bloc Scolaire               | MARK Zwembad                        | -        | -        | -       |
| 568   | NIVELLES Collège                   | MARBISOUX Église                    | -        | 59 min   | 50      |
| 610   | JODOIGNE École Normale             | HANNUT Centre Commercial            | -        | -        | -       |
| E     | PERWEZ Place                       | AUDERGHEM Hermann-Debroux           | -        | -        | -       |
| M     | CHASTRE Dépôt                      | FLEURUS Gare                        | -        | -        | -       |
| W     | BRUXELLES Midi                     | BRAINE-L'ALLEUD Gare                | -        | -        | -       |